# Рулевой (посёлок)
Рулевой — посёлок в Николаевском районе Волгоградской области России. Входит в состав Степновского сельского поселения. Население 334 чел. (2010), из них 37 % (2002) — казахи.

## История
В соответствии с решением Волгоградского облисполкома от 17 мая 1978 года № 10/382 «О некоторых изменениях в административно-территориальном делении области» населенные пункты, имеющие служебное и временное значение — посёлки ОТФ № 1, 2, 3, 4, 5, 6, 7, 16 совхоза «Путь к коммунизму», были приписаны к постоянному населённому пункту — к пос. «Рулевой».
В соответствии с Законом Волгоградской области от 14 февраля 2005 года № 1005-ОД посёлок вошёл в состав образованного Степновского сельского поселения.

## География
Расположен на северо-востоке региона, по левобережью Волгоградского водохранилища, в пределах степной зоны Низкого Заволжья.
Уличная сеть состоит из пяти географических объектов: ул. Вторая, ул. Первая, ул. Пятая, ул. Третья, ул. Четвёртая.
Абсолютная высота 32 метров над уровнем моря.

## Население
| 2010 |
| ---- |
| 334  |

Гендерный состав
По данным Всероссийской переписи населения 2010 года в гендерной структуре населения из 334 человек мужчин — 165, женщин — 169 (49,4 и 50,6 % соответственно).
Национальный состав
Согласно результатам переписи 2002 года, в национальной структуре населения
русские составляли 51 %, казахи	37 % из общей численности населения в 352 чел..

## Инфраструктура
Развитое сельское хозяйство. Личное подсобное хозяйство.
Проходит Заволжский канал.

## Транспорт
Выезд на автодорогу межмуниципального значения «Иловатка (км 10) — Старая Полтавка — Гмелинка — Палласовка — Николаевск» (идентификационный номер 18 ОП РЗ 18К-9).
Просёлочные дороги.